# Brunet Francisco Hay
Brunet Francisco Hay Pino (Panamá; 7 de septiembre de 1984) es un exfutbolista panameño que jugó como delantero.

## Trayectoria
Son recordados con gran aprecio sus goles durante la Concacaf Liga Campeones 2008-09 frente a grandes rivales del área como los Pumas de la UNAM. En esta edición de la Concacaf Liga Campeones 2008-09 Brunet Hay Pino terminó el torneo como subcampeón de goleo con 5 goles a pesar de solo jugar la fase de grupos del torneo por la temprana eliminación de su equipo el Tauro Fútbol Club.
Se graduó en Soldadura en el Colegio Luis Martin, pero nunca lo ha ejercido. Desde niño ha jugado en la Liga Rotaria y en la Distritorial. A los 17 años jugué por primera vez en la primera división del fútbol panameño con el Sporting. Luego pasó una temporada en Árabe Unido de Colón y después regresó a "La Academia", para posteriormente ir a la primera B del Racing Club de Montevideo y desde fines del 2005 jugó en el Tauro FC. Durante 15 días también se probó con la filial de Los Rayados de Monterrey México.

## Selección nacional
Estuvo con la selección en el 2013 como suplente en la Copa de Centroamérica realizada en Costa Rica, pero con escasa participación. Desde entonces, no se ha convocado más.

## Clubes
| Club                   | País       | Año         |
| ---------------------- | ---------- | ----------- |
| Racing de Montevideo   | Uruguay    | 2005 - 2007 |
| Tauro                  | Panamá     | 2007 - 2009 |
| Independiente Medellín | Colombia   | 2009 - 2010 |
| Cortuluá               | Colombia   | 2010 - 2011 |
| Sporting San Miguelito | Panamá     | 2011 - 2012 |
| Örebro SK              | Suecia     | 2012        |
| Pérez Zeledón          | Costa Rica | 2012        |
| Nacional Potosí        | Bolivia    | 2013        |
| Pérez Zeledón          | Costa Rica | 2013 - 2014 |
| Herediano              | Costa Rica | 2014        |
| Belén                  | Costa Rica | 2015        |
| Xelajú                 | Guatemala  | 2015        |
| Limón                  | Costa Rica | 2016        |
| Platense               | Honduras   | 2016 - 2018 |
| Boca Juniors de Tocoa  | Honduras   | 2018        |
| Atlético Pinares       | Honduras   | 2019        |
| Real de Minas          | Honduras   | 2019        |

## Palmarés

### Campeonatos nacionales
| Título               | Club                   | Año  |
| -------------------- | ---------------------- | ---- |
| Torneo Finalización  | Independiente Medellín | 2009 |
| Campeonato de Verano | CS Herediano           | 2015 |